# حق رأی زنان
حق رأی زنان به معنی حق شرکت زنان در انتخابات است و از مهم‌ترین رویدادهای تکامل اولیهٔ جنبش‌های مدافع حقوق زنان بود. هواخواهان حق رأی زنان که سافروجت نیز نامیده می‌شدند، کسب حق رأی را مقدمهٔ مشارکت سیاسی زنان در جامعه می‌دانستند.
در قرون اخیر، چندین مورد رخ داده است که در آن حق رأی به‌طور انتخابی به زنان داده شد و سپس از آنها سلب شد. در سوئد، حق رأی مشروط زنان در دوران عصر آزادی (۱۷۱۸–۱۷۷۲) و همچنین در نیوجرسی انقلابی و اوایل استقلال (۱۷۷۶–۱۸۰۷) در ایالات متحده برقرار بود.
جزایر پیت‌کرن در سال ۱۸۳۸ به زنان اجازه داد تا در شوراهای آن رأی دهند. پادشاهی جزایر هاوایی که در ابتدا در سال ۱۸۴۰ حق رأی همگانی داشت، این حق را در سال ۱۸۵۲ لغو کرد و متعاقباً در سال ۱۸۹۸ توسط ایالات متحده ضمیمه شد. در سال‌های پس از ۱۸۶۹، تعدادی از استان‌های تحت سلطه امپراتوری‌های بریتانیا و روسیه حق رأی زنان را اعطا کردند و برخی از این مناطق بعداً به کشورهای مستقل تبدیل شدند، مانند نیوزیلند، استرالیا و فنلاند. چندین ایالت و قلمرو ایالات متحده، مانند وایومینگ (۱۸۶۹) و یوتا (۱۸۷۰)، نیز حق رأی را به زنان اعطا کردند. زنانی که مالکیت داشتند در سال ۱۸۸۱ در جزیره من و در سال ۱۸۹۳ در مستعمره خودگردان بریتانیایی آن زمان، نیوزیلند، حق رأی به دست آوردند. در استرالیا، مستعمره استرالیای جنوبی در سال ۱۸۹۵ حق رأی دادن و نامزد شدن در پارلمان را به زنان اعطا کرد، در حالی که پارلمان فدرال استرالیا در سال ۱۹۰۲ حق رأی دادن و نامزد شدن در انتخابات را اعطا کرد (اگرچه اجازه حذف «بومیان بومی» را می‌داد). پیش از استقلال، در دوک‌نشین بزرگ فنلاند تحت سلطه روسیه، زنان در سال ۱۹۰۶ حق رأی برابر، هم حق رأی دادن و هم حق نامزد شدن را به دست آوردند. سازمان‌های ملی و بین‌المللی برای هماهنگی تلاش‌ها در جهت حق رأی زنان تشکیل شدند، به ویژه اتحاد بین‌المللی حق رأی زنان (تأسیس در سال ۱۹۰۴ در برلین، آلمان).
اکثر قدرت‌های بزرگ غربی تا دوره بین دو جنگ جهانی، حق رأی را به زنان گسترش دادند، از جمله کانادا (۱۹۱۷)، آلمان (۱۹۱۸)، بریتانیا (۱۹۱۸ برای زنان بالای ۳۰ سال که شرایط مالکیت خاصی داشتند، ۱۹۲۸ برای همه زنان)، اتریش، هلند (۱۹۱۹) و ایالات متحده (۱۹۲۰). استثنائات قابل توجه در اروپا شامل فرانسه بود که زنان تا سال ۱۹۴۴ حق رأی نداشتند، یونان (حق رأی برابر برای زنان تا سال ۱۹۵۲ وجود نداشت، اگرچه از سال ۱۹۳۰، زنان باسواد می‌توانستند در انتخابات محلی رأی دهند) و سوئیس (که از سال ۱۹۷۱، زنان می‌توانستند در سطح فدرال رأی دهند و بین سال‌های ۱۹۵۹ تا ۱۹۹۰، زنان حق رأی در سطح کانتون‌های محلی را به دست آوردند). آخرین حوزه‌های قضایی اروپایی که به زنان حق رأی دادند، لیختن‌اشتاین در سال ۱۹۸۴ و کانتون سوئیسی آپنزل ایننرهودن در سطح محلی در سال ۱۹۹۰ بود، در حالی که شهر واتیکان یک سلطنت انتخابی مطلقه است (هیئت انتخاب‌کنندگان سریر مقدس، کنکلاو، از کاردینال‌های مرد، نه شهروندان واتیکان، تشکیل شده است). در برخی موارد دموکراسی مستقیم، مانند کانتون‌های سوئیسی که توسط لندسگمایندن اداره می‌شوند، اعتراضات به گسترش حق رأی ادعا می‌کرد که محدودیت‌های لجستیکی و عدم وجود رأی مخفی، آن را غیرعملی و همچنین غیرضروری می‌سازد؛ دیگران، مانند آپنزل اوسررودن، به جای آن کل سیستم را برای زنان و مردان لغو کردند.
لزلی هیوم استدلال می‌کند که جنگ جهانی اول حال و هوای عمومی را تغییر داد:
| « | مشارکت زنان در تلاش‌های جنگی، تصور ضعف جسمی و ذهنی زنان را به چالش کشید و حفظ این باور را که زنان هم از نظر ساختار و هم از نظر مزاج، برای رأی دادن نامناسب هستند، دشوارتر کرد. اگر زنان می‌توانستند در کارخانه‌های مهمات کار کنند، انکار حق آنها در حوزه رأی‌گیری هم ناسپاسانه و هم غیرمنطقی به نظر می‌رسید. اما حق رأی بسیار بیشتر از صرفاً پاداشی برای کار جنگی بود؛ نکته این بود که مشارکت زنان در جنگ به از بین بردن ترس‌هایی که ورود زنان به عرصه عمومی را احاطه کرده بود، کمک کرد. | » |

مخالفان پیش از جنگ جهانی اول حق رأی زنان، مانند اتحادیه ملی ضد حق رأی زنان، به بی‌تجربگی نسبی زنان در امور نظامی اشاره می‌کردند. آنها ادعا می‌کردند که از آنجایی که زنان اکثریت جمعیت را تشکیل می‌دهند، باید در انتخابات محلی رأی دهند، اما به دلیل عدم تجربه در امور نظامی، ادعا می‌کردند که اجازه دادن به آنها برای رأی دادن در انتخابات ملی خطرناک خواهد بود.
کمپین‌های سیاسی طولانی مدت توسط زنان و حامیان آنها برای به دست آوردن قانون یا اصلاحات قانون اساسی برای حق رأی زنان ضروری بود. در بسیاری از کشورها، حق رأی محدود برای زنان قبل از حق رأی همگانی برای مردان اعطا شد؛ به عنوان مثال، زنان باسواد یا مالکان قبل از اینکه همه مردان حق رأی دریافت کنند، حق رأی دریافت کردند. سازمان ملل متحد در سال‌های پس از جنگ جهانی دوم، حق رأی زنان را تشویق کرد و کنوانسیون رفع هرگونه تبعیض علیه زنان (۱۹۷۹) آن را به عنوان یک حق اساسی شناسایی می‌کند و در حال حاضر ۱۸۹ کشور عضو این کنوانسیون هستند.

## تاریخچه
در سال ۱۸۴۸ جنبش حق رأی زنان در ایالات متحده آمریکا به یک جنبش اجتماعی گسترده تبدیل شد. در سال ۱۸۹۳، نیوزیلند نخستین کشوری بود که حق رأی زنان را به رسمیت شناخت. امروزه در میان کشورهایی که مردم می‌توانند در تصمیمات سیاسی و حاکمیتی-دولتی رای دهند، تنها کشورهای بوتان، برونئی و واتیکان هستند که حق زنان برای شرکت در انتخابات را به رسمیت نشناخته‌اند.
زنان در روسیه در بهار ۱۹۱۷ از حق رای کامل، از جمله فرصت رای دادن مستقل برخوردار شدند.
کسب حق رای زنان نتیجه جنبش زنان روسیه بود که سیاستمداران را تحت فشار قرار داد. در ابتدا، دولت موقت و شوراهای نمایندگان کارگران و سربازان، مطالبات زنان برای حق رای را نابهنگام و بی ربط دانستند و از حمایت از آنها خودداری کردند.

## در کشورهای مختلف

### حق رأی زنان در نیوزیلند
نیوزیلند نخستین کشور مستقلی بود که حق رأی زنان را به رسمیت شناخت. در سال ۱۸۹۳، قانون انتخابات به نفع مشارکت سیاسی زنان تغییر یافت و در سال ۱۸۹۳ زنان برای نخستین بار در انتخابات ملی آن کشور شرکت کردند. کیت شپارد و ماری آن مولر از مهم‌ترین رهبران هواخواه حق رأی زنان در نیوزیلند بودند. تا سال ۱۹۱۹، زنان در نیوزیلند حق نامزدی در مجلس را نداشتند. نخستین زنی که در مجلس نیوزیلند به نمایندگی برگزیده شد، الیزابت مک کومب بود.

### حق رأی زنان در بریتانیا
در سال ۱۸۶۶، دادخواستی به مجلس بریتانیا ارائه شد که در آن زنان بریتانیا تقاضا کرده بودند قانون انتخابات تغییر کند و حق رأی کامل زنان را نیز دربرگیرد. این دادخواست تحت اعتراض خشونت‌بار مخالفینی قرار گرفت که معتقد بودند حق رأی زنان بزرگ‌ترین خطرات برای انگلستان به همراه خواهد آورد. پارلمان بریتانیا، نخست عقیده داشت که دخالت زنان در سیاست، زندگی سیاسی را مبتذل کرده و در عین حال ثبات خانوادهS را از میان می‌برد؛ بنابراین به دادخواست عمل نکرد. در سال ۱۸۶۷، نخستین جامعه ملی حق رأی زنان تأسیس گردید. اعضای این جامعه که به [suffragette] معروف گردیدند؛ خود را هواخواه حق رأی زنان می‌دانستند. suffragette تا پایان قرن نوزدهم برای دادن حق رأی به زنان بیش از چهل دادخواست به پارلمان بریتانیا ارائه دادند که تا سال ۱۹۰۰ به طول انجامید. در سال ۱۹۰۳ جنبش حق رأی زنان suffragette توسعه بیشتری یافت و تظاهرات خیابانی و راهپیمایی‌های فراوانی را دربر گرفت. در یک اجتماع فضای باز که در ماه ژوئن ۱۹۰۸ در لندن برپا گردید، بیش از پانصد هزار زن طرفدار حق رأی زنان حضور یافتند. امیلین پانکهرست از شخصیت‌های برجسته هواخواه حق رأی زنان بود که برای اجتماعات بزرگی از مبارزات زنان انگلیسی صحبت کرد. امیلین پانکهرست معتقد بود که حق رأی زنان، زندگی سیاسی را اساساً دگرگون خواهد کرد و حس جدید نوع‌دوستی و اخلاق را به وجود خواهد آورد. در سال ۱۹۱۰، آلیس پین و هریت استنتون بلچ در مبارزات زنان در بریتانیا شرکت کردند که پیوند عمیقی بین هواخواهان حق رأی زنان suffragette بریتانیا و ایالات متحده آمریکا ایجاد کرد. برخی مبارزات در بریتانیا با خشونت همراه بود؛ چندین کلیسا نابود گردید، و نخست‌وزیر اسکویت چندبار مورد سوءقصد قرار گرفت. بسیاری از طرفداران حق رأی زنان زندانی شدند که باعث شروع اعتصاب سراسری زنان بریتانیا شد. سرانجام در سال ۱۹۱۸، بریتانیا حق رأی زنان را به رسمیت شناخت. سن رأی برای زنان بریتانیا بالای ۳۰ سال بود در حالی که مردان می‌توانستند پس از ۲۰ سالگی در انتخابات شرکت کنند. در سال۱۹۲۱، حدود یک سوم زنان بریتانیا برای نخستین بار در انتخابات ملی شرکت کردند. پس از به دست آوردن حق رأی زنان در سال ۱۹۱۸، جنبش‌های طرفدار حقوق زنان در انگلستان و دیگر کشورهای اروپایی رو به زوال گذاشتند و زنان انقلابی بیشتر جذب جنبش‌های دیگر ضد فاشیسم می‌گردیدند.

### حق رأی زنان در ایالات متحده آمریکا
در سال ۱۸۲۰ بیش از دوهزار زن آمریکایی به دولت ایالات متحده آمریکا تقاضانامه‌ای ارائه کردند و در آن خواستار اعطای حق رأی برابر با مردان شدند. این تقاضانامه مورد اعتنای دولت آمریکا واقع نشد. آلیس پین و هریت استنتون بلچ دو زن آمریکایی بودند که در مبارزات زنان در بریتانیا و آمریکا شرکت فعال داشتند. در سال ۱۹۱۰، زنان آمریکا راهپیمایی‌ها و تظاهرات وسیعی را در نیویورک، ماساچوست و نیوجرسی سازمان دادند. در سال ۱۹۲۰ وودرو ویلسون رئیس‌جمهور ایالات متحده، نوزدهمین متمم قانون اساسی آن کشور را به مجلس سنا رساند که بر اساس آن تمام زنان ایالات متحده آمریکا برای اولین بار حق رأی برابر با مردان می‌یافتند.

### حق رأی زنان در ایتالیا
در سال ۱۹۱۹ نخستین دادخواست زنان ایتالیایی برای حق رأی به مجلس ایتالیا ارائه شد. در سال ۱۹۲۵، ارزش رأی زنان نصف مردان بود. با به قدرت رسیدن موسولینی، زنان از شرکت در انتخابات منع شدند. پس از پایان جنگ جهانی دوم در سال ۱۹۴۵، زنان ایتالیا حق رأی برابر با مردان کسب کردند.

### حق رأی زنان در آلمان
حق رای و انتخاب شدن به زنان از ۱۲ نوامبر ۱۹۱۸ اعطا شد.

### حق رأی زنان در فرانسه
شارل دوگل در سال ۱۹۴۴ برای نخستین بار حق رأی زنان در فرانسه را به رسمیت شناخت.

### حق رأی زنان در هند
در هند، ساروجینی نایدو از رهبران کسب حق رأی برای زنان بود. کنگره ملی هند به رهبری مهاتما گاندی از حق رأی زنان پشتیبانی می‌کرد. پس از استقلال هندوستان، در سال ۱۹۵۰، زنان هندی برای نخستین بار حق رأی به دست آوردند.

### حق رأی زنان در ژاپن
در سال ۱۹۱۹، در ژاپن، ایشیواکا فوسائه نخستین انجمن طرفدار حق رأی زنان را تأسیس کرد. این انجمن گردهمایی‌های بسیاری را ترتیب می‌داد و زنان را نسبت به اهمیت مشارکت سیاسی آگاه می‌کرد. در سال ۱۹۲۰ یکی از دو حزب اصلی ژاپن، از حق رأی زنان پشتیبانی کرد. در سال ۱۹۲۴ ارتش ژاپن تمام جنبش‌های اجتماعی مردم‌سالاری و فمنیستی را سرکوب کرد. در سال ۱۹۴۵ نیروهای متفقین، ژاپن را شکست دادند. در سال ۱۹۴۷ تظاهرات سراسری در ژاپن به طرفداری از حق رأی زنان سازمان‌دهی شد. سرانجام در سال ۱۹۴۸، قانون اساسی جدید ژاپن حق رأی برابر زنان را به رسمیت شناخت.

### حق رأی زنان در چین
مائو از طرفداران جنبش هواخواه حق رأی زنان در چین بود. پس از تأسیس جمهوری خلق چین در سال ۱۹۴۹، زنان برای نخستین بار حق شرکت در انتخابات را یافتند.

### حق رأی زنان در ایران
پس از پیروزی انقلاب مشروطه ایران در سال ۱۹۰۶، مجلس نمایندگان مردم در تهران گشوده شد. مردم ایران برای نخستین بار با انتخاب نمایندگان خود برای حضور در مجلس شورای ملی، در امور سیاسی مشارکت مستقیم پیدا کردند. در نخستین نظام‌نامه انتخابات مجلس شورای ملی، زنان از حق رأی اعم از انتخاب شدن یا انتخاب کردن محروم شدند. در نظام‌نامه مجلس شورا زنان، خارج شدگان از دین اسلام، دیوانگان، تبعه خارجه، دزدان و قاتلین، گدایان و متکدیان و اشخاصی که کمتر از ۲۰ سال داشتند؛ فاقد حق رأی شناخته شدند. در زمان نهضت جنگل در گیلان حق رای به زنان داده شده بود و اولین بار به‌طور رسمی زنان در ایران از چنین حقی برخوردار شده بودند.
در سال ۱۳۲۲ طرح اعطای حق رای به زنان از سوی نمایندگان حزب توده آذربایجان در مجلس ارائه شد.
در سال ۱۳۲۴ و در حکومت خودمختار آذربایجان برای اولین بار در ایران به زنان حق رای داده شد ولی پس از برچیده شدن و شکست فرقه دموکرات آذربایجان بار دیگر حق رای از زنان سلب شد.
وقتی مشاوران محمد مصدق با این استدلال که در قانون اساسی همه شهروندان برابرند، اعطای حق رأی به زنان را پیشنهاد کردند، علما با حمایت طلاب و بزرگان اصناف اعتراض کردند که در شرع اسلام حق رأی فقط به مردان داده شده است. اما سید ابوالقاسم کاشانی در سال ۱۳۳۰ در پاسخ به یکی از خبرنگاران صریحاً اعلام کرد: شرکت زن در انتخابات منع شرعی ندارد ولی چیزی که هست زنان ایران رشد اجتماعی کافی ندارند و به اینجهت مستعد و قابل مداخله در انتخابات و رأی دادن نیستند در دور دوم مجلس شورای ملی؛ ماده چهارم نظام‌نامه انتخابات به بحث و بررسی رسید. در این جلسه، محمدتقی وکیل‌الرعایا نماینده مردم همدان از حق رأی زنان پشتیبانی کرد و در مخالفت با نظام‌نامه انتخابات سخن گفت. سپس ذکاءالملک (محمد علی فروغی) و سید حسن مدرس به عنوان مخالف در مجلس سخن گفتند و حق رأی زنان را مورد نکوهش قرار دادند. حسن مدرس، استدلال کرد که قوانین موجود به خوبی حقوق زنان را حفظ می‌کند و هشدار داد که اعطاء حق رأی به زنان به بی‌ثباتی سیاسی، فساد مذهبی و هرج و مرج اجتماعی خواهد انجامید. هنگامی که طلاب قم برای مخالفت و اعتراض با پیشنهاد اعطای حق رأی به زنان به خیابان‌ها ریختند، یک نفر کشته و دوازده تن مجروح شدند.
در سال ۱۳۴۱ (۱۹۶۲ میلادی)، لایحه انجمن‌های ایالتی و ولایتی در هیئت دولت ایران به تصویب رسید. بر اساس این لایحه، زنان اجازه شرکت در انتخابات و نامزد شدن برای انتخابات را پیدا می‌کردند روح‌الله خمینی جلسه‌ای در قم تشکیل داد و سرانجام تصمیم به ارسال تلگراف به محمدرضا شاه پهلوی در جهت به مخالفت با سه بند لایحه انجمن‌های ایالتی و ولایتی از جمله اعطای حق رای به زنان ایرانی گرفت که اصل مربوط به حق رأی زنان از مهم‌ترین اعتراضات وی بود. حامیان او بعدها این استدلال را کردند که در همان زمان او بارها بر این تأکید کرد که با اصل حق رای زنان مشکلی ندارد بلکه با سیاست‌هایی محمد رضا که آنان را به فساد می‌کشاند مخالفت دارد. به‌طور مثال این قول از او نقل می‌شود:این شاه است که زنها را به فساد می‌کشاند و آنها را عروسک می‌خواهد بار بیاورد. مذهب با این فاجعه‌ها و دردها مخالف است، نه با آزادی زن. در گفته‌های او همچنین مسئله اینگونه توجیه شده است که:در خصوص زنان، اسلام هیچ‌گاه مخالف آزادی آنان نبوده است، بر عکس اسلام با مفهوم زن به عنوان شیء مخالفت کرده است و شرافت و حیثیت او را به وی باز داده است. زن مساوی مرد است. زن مانند مرد آزاد است که سرنوشت و فعالیتهای خود را انتخاب کند. محمدرضاشاه، تصمیم‌گیری در این مورد را به دولت اسدالله علم واگذار کرد. اسدالله علم در یک سخنرانی حرکت‌های علیه انجمن‌های ایالتی و ولایتی را حرکات مرتجع و مخالف ترقی زنان دانست، در آستانه انقلاب ایران، خمینی با چرخش نظر خود مشارکت سیاسی و اجتماعی زنان را مطابق قوانین با اسلام تلقی کرد و با مشارکت سیاسی زنان مخالفت نکرد. بلکه آن را تقویت و زنان را قهرمانان و طلیعه داران این پیروزی معرفی کرد. شایان ذکر است که در دوران جمهوری اسلامی کاندیداتوری زنان جهت ریاست جمهوری همچنان از سوی شورای نگهبان خلاف قانون اساسی تفسیر می‌شود، مانعی قانونی که همچنان بر سر راه زنان همچون مقامهایی که نیاز به اجتهاد فقهی دارند مانند رهبری، ریاست قوه قضاییه و وزارت اطلاعات باقیست.

### حق رأی زنان در اسرائیل
زنان از جمله اعضای مجمع موقت ملی اسرائیل بودند. اعضای این مجمع منشور استقلال اسرائیل را بر اساس منشور حقوق بشر سازمان ملل متحد و تساوی کامل میان زنان و مردان و اصل جدایی دین از سیاست، در تاریخ ۱۴ مه ۱۹۴۸ میلادی (۲۴ اردیبهشت ۱۳۲۷ خورشیدی) تصویب و امضا کردند. زنان در کشور اسرائیل از تساوی کامل با مردان در تمام زمینه‌ها من جمله در حق رای برخوردارند. اسرائیل نخستین کشور در خاورمیانه بود که یک زن سیاست‌مدار توانست در آن به مقام نخست‌وزیری برسد.

### حق رأی زنان در عربستان سعودی
دولت عربستان سعودی تاکنون حق رأی زنان را در انتخابات‌ها به رسمیت نشناخته است. علمای وهابی این تصمیم دولت را تأیید کرده و رأی دادن زنان را موجب فساد و خلاف عفت دانسته‌اند. رئیس دولت عربستان سعودی اعلام کرد که زنان فاقد صلاحیت لازم برای قضاوت دربارهٔ نامزدهای انتخاباتی هستند. هر چند برخی دیگر از نمایندگان اظهار کردند که ممنوعیت رأی در عربستان سعودی به این دلیل است که اکثر زنان این کشور شناسنامه ندارند.در تاریخ ۳ مهر ۱۳۹۰ پادشاه عربستان اجازه رای زنان را داد.

### حق رأی زنان در عمان
در انتخابات مجلس شورا عمان که در سال ۲۰۰۳ انجام پذیرفت، زنان برای نخستین بار اجازه شرکت داشتند. در این انتخابات ۹۵ هزار زن عمانی شرکت کردند و پانزده زن نامزد انتخابات بودند.

### حق رأی زنان در بحرین
نخستین انتخابات بحرین در سال ۱۹۷۳ برگزار شد که در آن تنها مردان حق رأی داشتند. در سال ۲۰۰۲، دولت بحرین برای نخستین بار از مشارکت سیاسی زنان در انتخابات پشتیبانی کرد؛ در انتخابات شورای شهر که در همان سال برگزار شد، زنان حق انتخاب کردن و انتخاب شدن داشتند. با این حال، هیچ‌یک از زنان نامزد شده به شورای شهر بحرین، راه نیافت.

### حق رأی زنان در امارات متحده عربی
در انتخابات دسامبر سال ۲۰۰۶، زنان حق رأی داشتند.
حق رای زنان در اتحاد جماهیر سوسیالیستی شوروی
تقریباً بلافاصله پس از انقلاب اکتبر حکومت جدید(شوروی)، حق شهروندی کامل برای برای زنان قائل شد و با ایجاد استقلال اقتصادی و حق کارکردن برای دولت، برابری را برقرار ساخت. قوانین جدیدی که تصویب شد؛ دستمزد را برابر، ازدواج عرفی و درخواست طلاق زنان را مرسوم، حرام‌زادگی را لغو و سقط جنین را قانونی کرد و دقیقاً در همان سال ۱۹۱۷ به زنان حق رای را داد.

## الگوهای رأی دادن زنان

### الگوهای رأی دادن زنان در کشورهای غربی
در اروپا، مطالعات نشان می‌دهد که رأی‌دهندگان زن گرایش بیش‌تری به محافظه‌کاری دارند. در بریتانیا، زنان بیشتر از مردان به حزب کارگر رأی می‌دهند. در انتخابات اخیر ایالات متحده آمریکا، زنان به نسبتی بیش از مردان به حزب دموکرات رأی داده‌اند و زنان جوان بیش‌تر متمایل به دموکرات‌ها بوده‌اند.

## سال اعطای حق رای به زنان در کشورهای مختلف
برای مرتب‌سازی بر آسای تاریخ روی "سال اعطای رای" کلیک کنید.
| کشور                                 | سال اعطای حق رای به زنان |
| ------------------------------------ | --- |
| افغانستان                            | ۱۹۱۹ |
| آلبانی                               | ۱۹۲۰ |
| الجزایر                              | ۱۹۶۲ |
| آندورا                               | ۱۹۷۰ |
| آنگولا                               | ۱۹۷۵ |
| آرژانتین                             | ۱۹۴۷ |
| ارمنستان                             | ۱۹۱۷ |
| آروبا                                | ۱۹۴۹ |
| استرالیا                             | ۱۹۰۲ |
| اتریش                                | ۱۹۱۹ |
| جمهوری آذربایجان                     | ۱۹۱۸ |
| باهاما                               | ۱۹۶۰ |
| بحرین                                | ۲۰۰۲ |
| بنگلادش                              | ۱۹۷۲ |
| باربادوس                             | ۱۹۵۰ |
| British Windward Islands             | ۱۹۵۱ |
| بلاروس                               | ۱۹۱۹ |
| بلژیک                                | ۱۹۱۹/۱۹۴۸ |
| هندوراس بریتانیا                     | ۱۹۵۴ |
| بنین                                 | ۱۹۵۶ |
| برمودا                               | ۱۹۴۴ |
| بوتان (کشور)                         | ۱۹۵۳ |
| بولیوی                               | ۱۹۳۸ |
| بوتسوانا                             | ۱۹۶۵ |
| برزیل                                | ۱۹۳۱ |
| برونئی                               | ۱۹۵۹ (حق رای برای زنان در حال حاضر از سال ۱۹۶۲و۱۹۶۵ به حالت تعلیق درآمده است و فقط در انتخابات محلی مجاز به رای دادن هستند)                  |
| بلغارستان                            | ۱۹۳۸ |
| جمهوری ولتای علیا                    | ۱۹۵۸ |
| برمه                                 | ۱۹۲۲ |
| بوروندی                              | ۱۹۶۱ |
| کامبوج                               | ۱۹۵۵ |
| کامرون                               | ۱۹۴۶ |
| کانادا                               | ۱۹۱۷ |
| کیپ ورد                              | ۱۹۷۵ |
| جزایر کیمن                           | نامعلوم |
| جمهوری آفریقای مرکزی                 | ۱۹۸۶ |
| چاد                                  | ۱۹۵۸ |
| شیلی                                 | ۱۹۳۴ |
| چین                                  | ۱۹۴۷ |
| کلمبیا                               | ۱۹۵۴ |
| کومور                                | ۱۹۵۶ |
| زئیر                                 | ۱۹۶۷ |
| جمهوری کنگو                          | ۱۹۶۳ |
| جزایر کوک                            | ۱۸۹۳ |
| کاستاریکا                            | ۱۹۴۹ |
| ساحل عاج                             | ۱۹۵۲ |
| کوبا                                 | ۱۹۳۴ |
| قبرس                                 | ۱۹۶۰ |
| چکسلواکی (امروز: جمهوری چک، اسلواکی) | ۱۹۲۰ |
| دانمارک (در برگیرنده ایسلند)         | ۱۹۱۵ |
| جیبوتی                               | ۱۹۴۶ |
| جمهوری دومینیکن                      | ۱۹۴۲ |
| اکوادور                              | ۱۹۲۹ |
| مصر                                  | ۱۹۵۶ |
| السالوادور                           | ۱۹۳۹ |
| گینه استوایی                         | ۱۹۶۳ |
| استونی                               | ۱۹۱۷ |
| جزایر فالکلند                        | نامعلوم |
| فیجی                                 | ۱۹۶۳ |
| فنلاند                               | ۱۹۰۶ |
| فرانسه                               | ۱۹۴۴ |
| پلی‌نزی فرانسه                        | نامعلوم |
| گابن                                 | ۱۹۵۶ |
| گامبیا                               | ۱۹۶۰ |
| گرجستان                              | ۱۹۱۸ |
| آلمان                                | ۱۹۱۸ |
| غنا                                  | ۱۹۵۴ |
| جبل طارق                             | نامعلوم |
| یونان                                | ۱۹۳۰ (باسوادان، انتخابات محلی), ۱۹۵۲ (نامشروط)                                                                                               |
| گرینلند                              | نامعلوم |
| گوآم                                 | نامعلوم |
| گواتمالا                             | ۱۹۴۶ |
| گرنزی                                | نامعلوم |
| گینه                                 | ۱۹۵۸ |
| گینه بیسائو                          | ۱۹۷۷ |
| گویان                                | ۱۹۵۳ |
| هائیتی                               | ۱۹۵۰ |
| هندوراس                              | ۱۹۵۵ |
| هنگ کنگ                              | ۱۹۴۹ |
| مجارستان                             | ۱۹۱۸ |
| هند                                  | ۱۹۴۷ |
| اندونزی۵                             | |
| عراق                                 | ۱۹۸۰ |
| جزیره من                             | ۱۸۸۱ |
| اسرائیل                              | ۱۹۴۸ |
| ایتالیا                              | ۱۹۴۶ |
| جامائیکا                             | ۱۹۴۴ |
| ژاپن                                 | ۱۹۴۷ |
| جرزی                                 | نامعلوم |
| اردن                                 | ۱۹۷۴ |
| قزاقستان                             | ۱۹۲۴ |
| کنیا                                 | ۱۹۶۳ |
| کیریباتی                             | ۱۹۶۷ |
| کره شمالی                            | ۱۹۴۶ |
| کره جنوبی                            | ۱۹۴۸ |
| کویت                                 | ۲۰۰۵ |
| قرقیزستان                            | ۱۹۱۸ |
| لائوس                                | ۱۹۵۸ |
| لتونی                                | ۱۹۱۷ |
| لبنان                                | ۱۹۴۳ (تحصیلات ابتدایی). ۱۹۵۲ (نامشروط) |
| لسوتو                                | ۱۹۶۵ |
| لیبریا                               | ۱۹۴۶ |
| لیبی                                 | ۱۹۶۴ |
| لیختن‌اشتاین                          | ۱۹۸۴ |
| لیتوانی                              | ۱۹۱۷ |
| لوکزامبورگ                           | ۱۹۱۹ |
| ماکائو                               | نامعلوم |
| ماداگاسکار                           | ۱۹۵۹ |
| مالاوی                               | ۱۹۶۱ |
| مالزی                                | ۱۹۵۷ |
| مالدیو                               | ۱۹۳۲ |
| مالی                                 | ۱۹۵۶ |
| مالت                                 | ۱۹۴۷ |
| جزایر مارشال                         | ۱۹۷۹ |
| موریتانی                             | ۱۹۶۱ |
| موریس                                | ۱۹۵۶ |
| مکزیک                                | ۱۹۴۷ |
| ایالات فدرال میکرونزی                | ۱۹۷۹ |
| مولدووا                              | ۱۹۱۸ |
| موناکو                               | ۱۹۶۲ |
| مغولستان                             | ۱۹۲۴ |
| مراکش                                | ۱۹۶۳ |
| موزامبیک                             | ۱۹۷۵ |
| نامیبیا                              | ۱۹۸۹ |
| نائورو                               | ۱۹۶۸ |
| نپال                                 | ۱۹۵۱ |
| هلند                                 | ۱۹۱۹ |
| نیوزیلند                             | ۱۸۹۳ |
| نیکاراگوئه                           | ۱۹۵۵ |
| نیجر                                 | ۱۹۴۸ |
| نیجریه                               | ۱۹۵۸ |
| نروژ                                 | ۱۹۱۳ |
| عمان                                 | ۲۰۰۳ |
| پاکستان                              | ۱۹۴۷ |
| پالائو                               | ۱۹۷۹ |
| پاناما                               | ۱۹۴۱ |
| پاپوآ گینه نو                        | ۱۹۶۴ |
| پاراگوئه                             | ۱۹۶۱ |
| پرو                                  | ۱۹۵۵ |
| فیلیپین                              | ۱۹۳۷ |
| جزایر پیت‌کرن                         | ۱۸۳۸ |
| لهستان                               | ۱۹۱۷ |
| پرتغال                               | ۱۹۳۱ |
| پورتوریکو                            | ۱۹۲۹ |
| قطر                                  | ۱۹۹۷ |
| رومانی                               | ۱۹۳۸ |
| روسیه                                | ۱۹۱۷ |
| رواندا                               | ۱۹۶۱ |
| سینت هلینا                           | نامعلوم |
| ساموآ                                | نامعلوم |
| سان مارینو                           | ۱۹۵۹ |
| سائوتومه و پرنسیپ                    | ۱۹۷۵ |
| عربستان سعودی                        | ۲۰۱۵ (زنان برای اولین بار مجاز به رای دادن و نامزدی شدند. با این حال، هیچ انتخابات ملی در عربستان سعودی وجود ندارد. کشور یک سلطنت مطلقه است) |
| سنگال                                | ۱۹۴۵ |
| سیشل                                 | ۱۹۴۸ |
| سیرالئون                             | ۱۹۶۱ |
| سنگاپور                              | ۱۹۴۷ |
| جزایر سلیمان                         | ۱۹۷۴ |
| سومالی                               | ۱۹۵۶ |
| آفریقای جنوبی                        | ۱۹۳۰ (سفیدها)؛ ۱۹۶۸ (روشن پوستها)؛ ۱۹۸۴ (هندی‌ها)؛ ۱۹۹۴ (سیاهان)                                                                              |
| اسپانیا                              | ۱۹۳۱ |
| سری‌لانکا                             | ۱۹۳۱ |
| سودان                                | ۱۹۶۴ |
| سورینام (امپراتوری هلند)             | ۱۹۴۸ |
| اسواتینی                             | ۱۹۶۸ |
| سوئد                                 | ۱۹۲۱ |
| سوئیس                                | ۱۹۷۱ |
| سوریه                                | ۱۹۴۹ |
| تایوان                               | ۱۹۴۷ |
| تاجیکستان                            | ۱۹۲۴ |
| تانزانیا                             | ۱۹۵۹ |
| تایلند                               | ۱۹۳۲ |
| تیمور شرقی                           | ۱۹۷۶ |
| توگو                                 | ۱۹۴۵ |
| تونگا                                | ۱۹۶۰ |
| ترینیداد و توباگو                    | ۱۹۴۶ |
| تونس                                 | ۱۹۵۹ |
| ترکیه                                | ۱۹۳۰ |
| ترکمنستان                            | ۱۹۲۴ |
| تووالو                               | ۱۹۶۷ |
| اوگاندا                              | ۱۹۶۲ |
| اوکراین                              | ۱۹۱۹ |
| امارات متحده عربی                    | ۲۰۰۶ |
| بریتانیا) با ایرلند                  | ۱۹۱۸ |
| ایالات متحده آمریکا                  | ۱۹۲۰ |
| اروگوئه                              | ۱۹۲۷ |
| ازبکستان                             | ۱۹۳۸ |
| وانواتو                              | ۱۹۷۵ |
| ونزوئلا                              | ۱۹۴۶ |
| ویتنام                               | ۱۹۴۶ |
| یمن جنوبی                            | ۱۹۶۷ |
| زامبیا                               | ۱۹۶۲ |
| زیمبابوه                             | ۱۹۱۹ |
| جمهوری فدرال سوسیالیستی یوگسلاوی     | ۱۹۴۵ |